# Les Yeux fermés (album)
Vous venez d’apposer le modèle de débat d'admissibilité.
Avant toute chose, veuillez créer la page de débat correspondante en cliquant ici.
- Une fois la page de vote initialisée, rafraîchissez cette page, et le bandeau prendra son aspect définitif.
- Si votre débat d'admissibilité est groupé (le motif et l’argumentation doivent être les mêmes), modifiez cette page pour ajouter au modèle le paramètre « cat » suivi du nom de la page de discussion de l’article pour lequel la page de débat existe déjà (ex. : cat=Discussion:Nom_de_l'autre_article). Ensuite, suivez les nouvelles instructions qui apparaissent.
- Vous pouvez également utiliser le paramètre « type » pour faciliter l’accès aux critères d’admissibilité. Exemple : {{suppression|type=mot-clé}}. Liste des mots-clés existants : fiction, musique, art visuel, fanzine, jeu de société, porno, sportif, association, enseignement, société, site web, route, nombre, (Liste complète ici).

| 1. | Créez la page de débat d'admissibilité.                                                                      | Sauvegardez d’abord la page pour l’initialiser puis indiquez votre motivation.                 |
| 2. | Important : ajoutez une entrée dans la section Débat d'admissibilité du jour.                                | Utilisez ce texte : *{{L\|Les Yeux fermés (album)}}                                            |
| 3. | Pensez à informer les contributeurs principaux de la page et les projets associés lorsque cela est possible. | Utilisez ce texte : {{subst:Avertissement débat d'admissibilité\|Les Yeux fermés (album)}}~~~~ |

 >
Pour les articles homonymes, voir Les Yeux fermés.
Albums de Eiffel
Le Quart d'heure des ahuris
(2002) Tandoori
(2007)
Les Yeux fermés est un double album live du groupe de rock français Eiffel, sorti le 30 mars 2004.
Sur le second disque, le groupe est accompagné par un quatuor à cordes et deux hautboïstes.

## Liste des titres
Toutes les chansons sont écrites et composées par Romain Humeau sauf mentions.
| 1.  | Il pleut des cordes                        | 5:25  |
| 2.  | T'as tout, tu profites de rien             | 4:17  |
| 3.  | Au néant                                   | 4:54  |
| 4.  | Le Plus Grand Nombre (texte de Boris Vian) | 1:41  |
| 5.  | Les Yeux fermés                            | 5:39  |
| 6.  | Ne respire pas                             | 3:20  |
| 7.  | Te revoir                                  | 12:32 |
| 8.  | Off                                        | 7:24  |
| 9.  | Sombre                                     | 6:27  |
| 10. | Hype                                       | 7:49  |
| 11. | Versailles                                 | 2:24  |
| 12. | Inverse-moi                                | 3:46  |
| 13. | Douce Adolescence                          | 10:51 |

| 1. | Sombre                                                            | 9:40 |
| 2. | Abricotine & Quality Street                                       | 3:55 |
| 3. | Le Plat Pays (écrite et composée par Jacques Brel)                | 5:34 |
| 4. | Les Yeux fermés                                                   | 6:19 |
| 5. | Je voudrais pas crever (texte de Boris Vian)                      | 5:35 |
| 6. | Ne respire pas                                                    | 4:36 |
| 7. | Tu vois loin                                                      | 4:17 |
| 8. | Les Écorchés (écrite par Bertrand Cantat composée par Noir Désir) | 5:59 |
| 9. | Dans le vague                                                     | 9:02 |

- Les concerts électriques ont été enregistrés à La Clef à Saint-Germain-en-Laye le 2 octobre 2003, à La Boule noire à Paris le 21 octobre 2003 et à La Cigale (Paris) le 22 octobre 2003.
- Les concerts spéciaux ont été enregistrés à l'Aire Libre à Rennes dans le cadre des Transmusicales les 5 et 6 décembre 2003 et à La Maroquinerie à Paris les 9 et 10 octobre 2003.

## Musiciens surConcerts électriques(CD1)
- Romain Humeau : chant, guitare
- Estelle Humeau : guitare, claviers, chœurs, flûte
- Damien Lefèvre : basse, chœurs
- Emiliano Turi : batterie

## Musiciens surConcerts spéciaux(CD2)

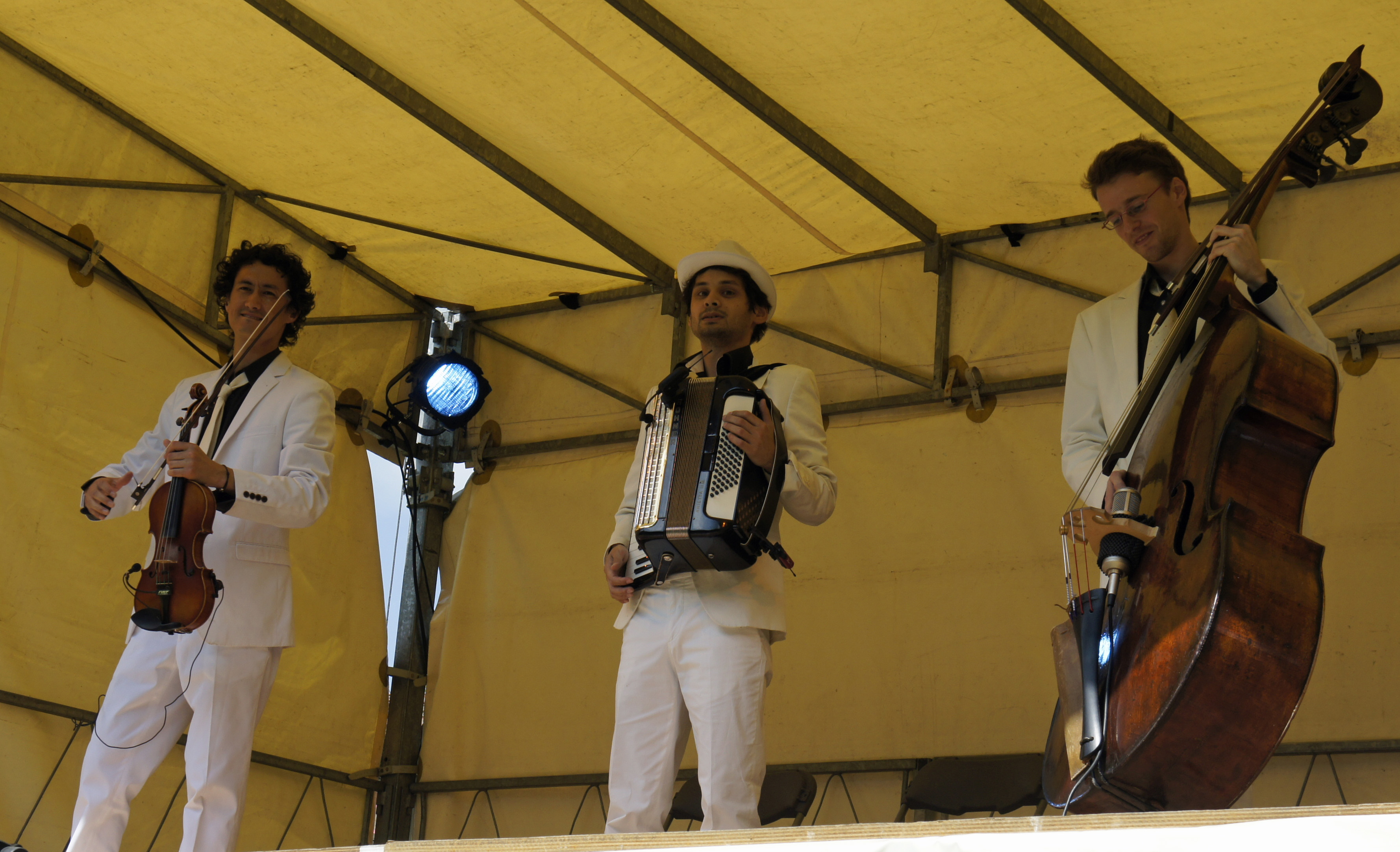
Yorrick Troman au violon.

- Romain Humeau : Chant, guitare, Fisher-price
- Estelle Humeau : Guitare, claviers, chœurs, flûte, mélodica
- Damien Lefèvre : Basse, chœurs, claviers
- Emiliano Turi : Batterie, percussions
- Yorrick Troman : 1er violon
- Diane Delaunay : 2e violon
- Vincent Dedreuil : Alto
- Amélie Neuilly : Violoncelle
- Clémentine Humeau : Hautbois baroque et hautbois d'amour
- Fabrice Gant : Hautbois baroque et hautbois d'amour

## Single
- Ne respire pas (live électrique) (2004)

## Anecdote
- Sur le morceau Hype du live électrique Romain Humeau chante des paroles de Je m'en irai toujours, qui est un titre de son premier album solo, L'Éternité de l'instant, sorti l'année suivante.